# Luigi Mattia Zorn
Luigi Mattia Zorn (in sloveno: Alojzij Matija Zorn) (Prevacina, 13 gennaio 1831 – Dunaj, 9 luglio 1897) è stato un arcivescovo cattolico sloveno.

## Biografia
Nato nei pressi di Gorizia, allora parte dell'Impero austriaco, fu insegnante di Teologia dogmatica e direttore del Seminario centrale. Era giudicato il miglior sacerdote dall'arcivescovo Andreas Gollmayr, che lo consacrò vescovo di Parenzo e Pola il 14 gennaio 1883. Il 9 agosto dello stesso anno fu trasferito alla sede di Gorizia e Gradisca e fu il primo arcivescovo proveniente dalla popolazione slovena della diocesi. Il suo episcopato coincise con un momento di grande vitalità dei cattolici in tutti i campi, ma si trovò ad affrontare i problemi della difficile convivenza fra la realtà slovena e quella italiana.
Già deciso a rinunciare alla sede, fu colto da malattia nel marzo 1897 e morì l'8 luglio seguente in un istituto di cura nei pressi di Vienna. Venne sepolto nella cattedrale di Gorizia.

## Genealogia episcopale e successione apostolica
La genealogia episcopale è:
- Cardinale Scipione Rebiba
- Cardinale Giulio Antonio Santori
- Cardinale Girolamo Bernerio, O.P.
- Arcivescovo Galeazzo Sanvitale
- Cardinale Ludovico Ludovisi
- Cardinale Luigi Caetani
- Cardinale Ulderico Carpegna
- Cardinale Paluzzo Paluzzi Altieri degli Albertoni
- Cardinale Flavio Chigi
- Papa Clemente XII
- Cardinale Giovanni Antonio Guadagni, O.C.D.
- Cardinale Cristoforo Migazzi
- Vescovo Michael Léopold Brigido
- Arcivescovo Sigismund Anton von Hohenwart, S.I.
- Arcivescovo Augustin Johann Joseph Gruber
- Arcivescovo Joseph Walland
- Vescovo Anton Alojzij Wolf
- Arcivescovo Andreas Gollmayr
- Arcivescovo Luigi Mattia Zorn

La successione apostolica è:
- Vescovo Giovanni Battista Flapp (1885)
- Arcivescovo Grgur Rajčević (1891)
- Vescovo Andrea Maria Sterk (1894)
- Vescovo Anton Mahnič (1897)